# エドゥアルト・デ・ヤンス

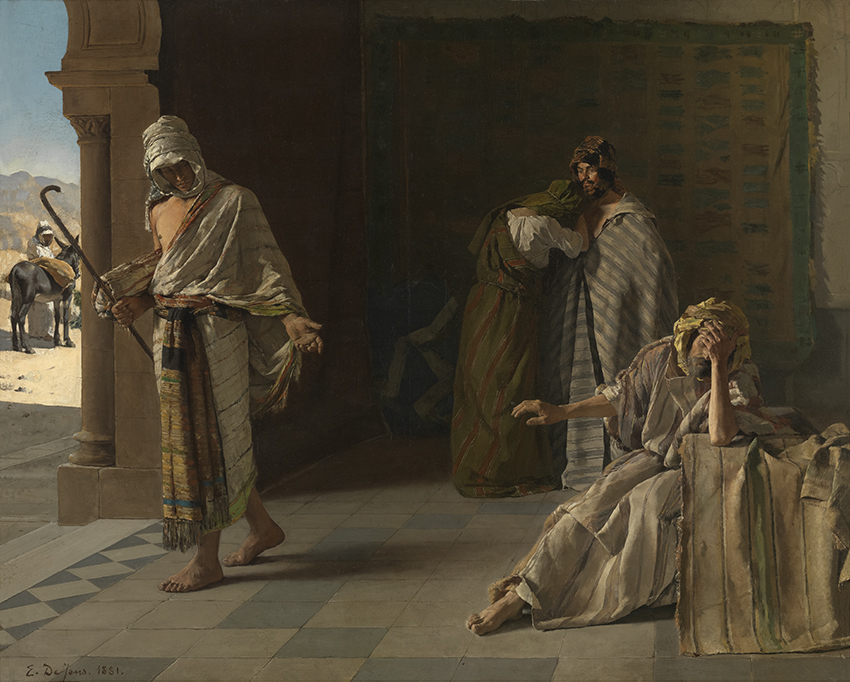
デ・ヤンス作「放蕩息子の出発」(1881)、グルーニング美術館蔵

エドゥアール・ド・ジャンまたはエドゥアルト・デ・ヤンス（Edouard de Jans、1855年4月16日 - 1919年7月11日）は、ベルギーの画家である。人物画や歴史画、風俗画を描いた.

## 略歴
ベルギーのウェスト＝フランデレン州、ブルッヘの郊外のシント＝アンドリース(Sint-Andries)に生まれた。家族は農家で製粉の仕事もしていた。少年時代に、ミルク運びの手伝いをしていて、ブルッヘの版画店に飾られていた版画に魅了されたのが美術家をめざした契機とされる。村の学校で才能を示し、地元の貴族が邸の絵を描かせて、その才能に感銘を受けてその貴族は、ブルッヘの絵画学校で学ぶ支援をしてくれた。1869年から絵画学校でEduard Wallays(1813-1891)に学び、最初の年から賞を受賞し、ブルッヘの有力者から絵の注文を受けるようになり18歳になった時には、絵画学校に教師として雇われた。
兵役にも就いた後、1875年にアントウェルペン王立芸術学院に入学し、ニケーズ・ド・ケイゼルやポリドール・ボーフォー(Polydore Beaufaux)、シャルル・ヴェルラらに学んだ 。
海外留学の奨学金が得られるベルギーのローマ賞に応募し1876年に佳作となり、1878年に1等を受賞した。賞金でフランスやイタリア、オーストリア、ドイツを旅し、イタリアでは人々の生活を描いた多くの作品を制作した。フランスではパリ国立高等美術学校で7カ月間、アレクサンドル・カバネルの指導を受けた。1889年にアントウェルペンに戻り、王立芸術学院の教師となり、その仕事を亡くなるまで続けた 。1891年にはエミール・クラウスやテオドール・フェルストラーテらのアントウェルペンの画家たちと「 De XIII（13人展）」の共同創立者になり、グループ展を開いた。
1894年にアントウェルペンで開かれた国際博覧会の会場で、アントウェルペンの画家 Edward PortieljeとJoseph Dierickxと壁画を描き、1899年にアントウェルペンの市庁舎の壁画も描いた。
1919年にアントウェルペンで没した。
息子の息子のカルロ(Carlo)はヘント大学の数学教授になり、娘のルイーザ(Louisa)は画家になり、もう一人の娘のイルマ(Irma)は,文献学の研究者になった。

## 作品

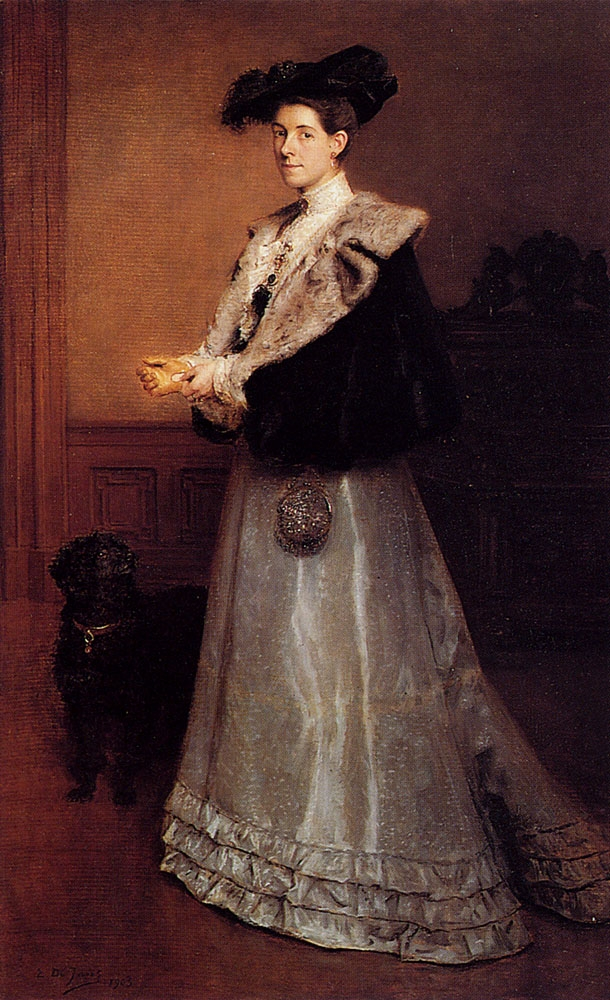
婦人の肖像画(1903)
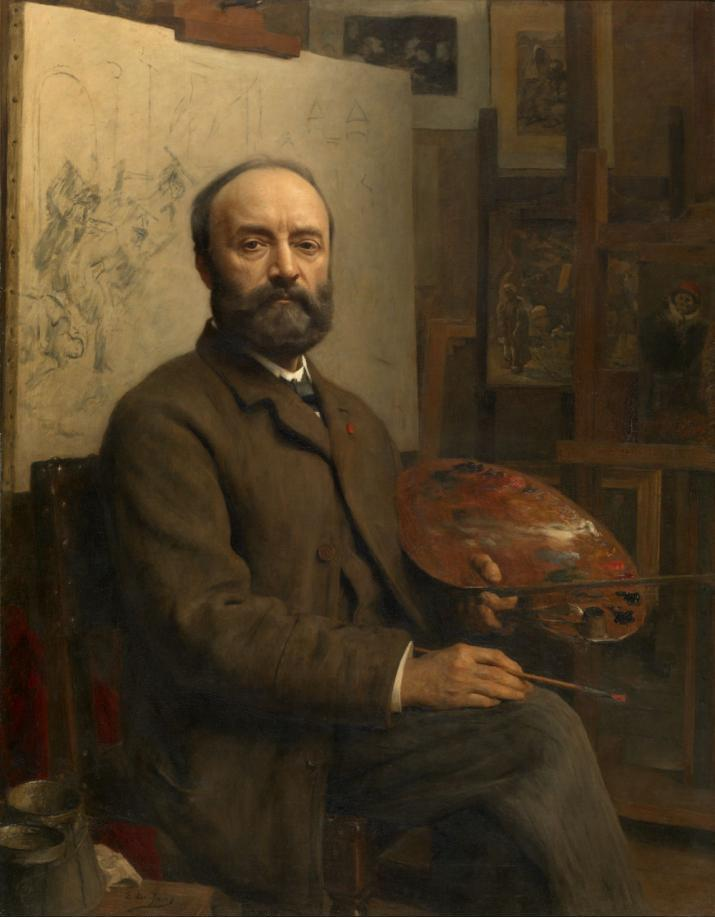
シャルル・ヴェルラの肖像画 アントワープ王立美術館蔵
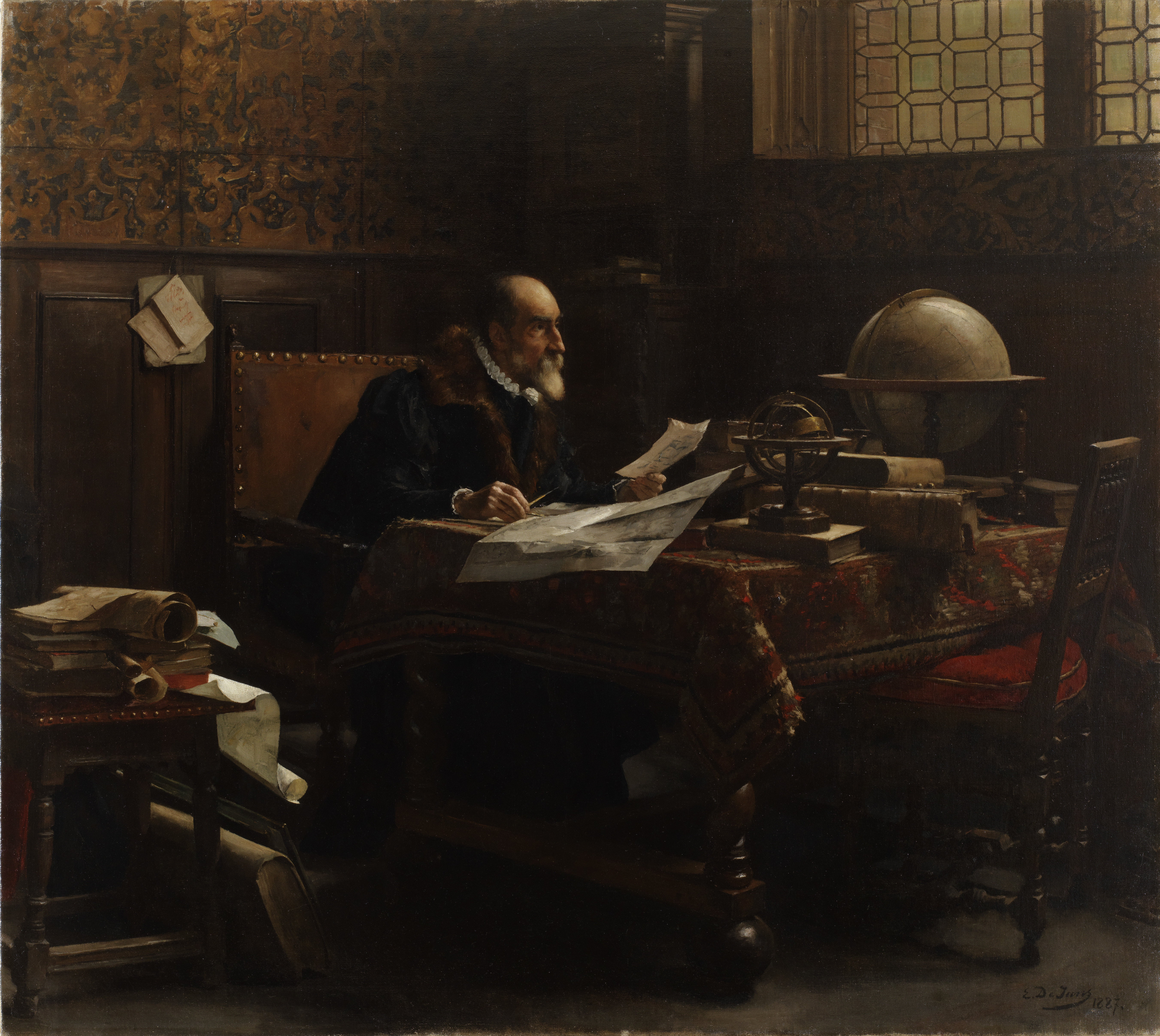
アブラハム・オルテリウス（16世紀の地図製作者）(1887) プランタン＝モレトゥス博物館蔵
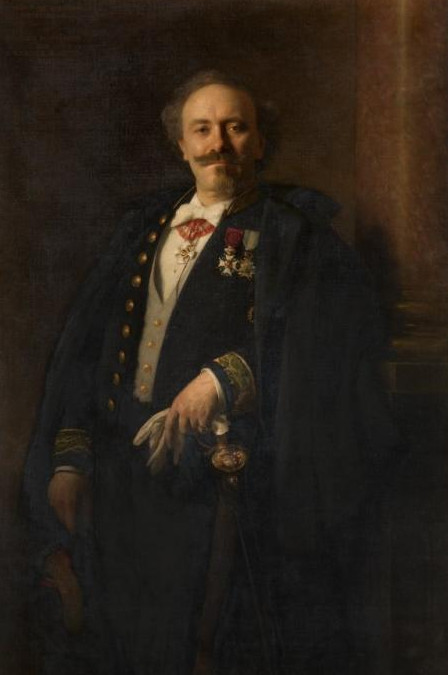
肖像画(1887) アントワープ王立美術館蔵